# MG Zero Concept
O Zero é um protótipo apresentado pela MG na edição de 2010 do Salão de Pequim. 